# Ropicosybra
Ropicosybra is een kevergeslacht uit de familie van de boktorren (Cerambycidae). De wetenschappelijke naam van het geslacht werd voor het eerst geldig gepubliceerd in 1945 door Pic.

## Soorten
Ropicosybra omvat de volgende soorten:
- Ropicosybra albopubens (Pic, 1926)
- Ropicosybra coomani (Pic, 1926)
- Ropicosybra multipunctata (Pic, 1927)
- Ropicosybra schurmanni Breuning, 1983
- Ropicosybra spinipennis (Pic, 1926)